# Военно-морской ленд-лиз в СССР

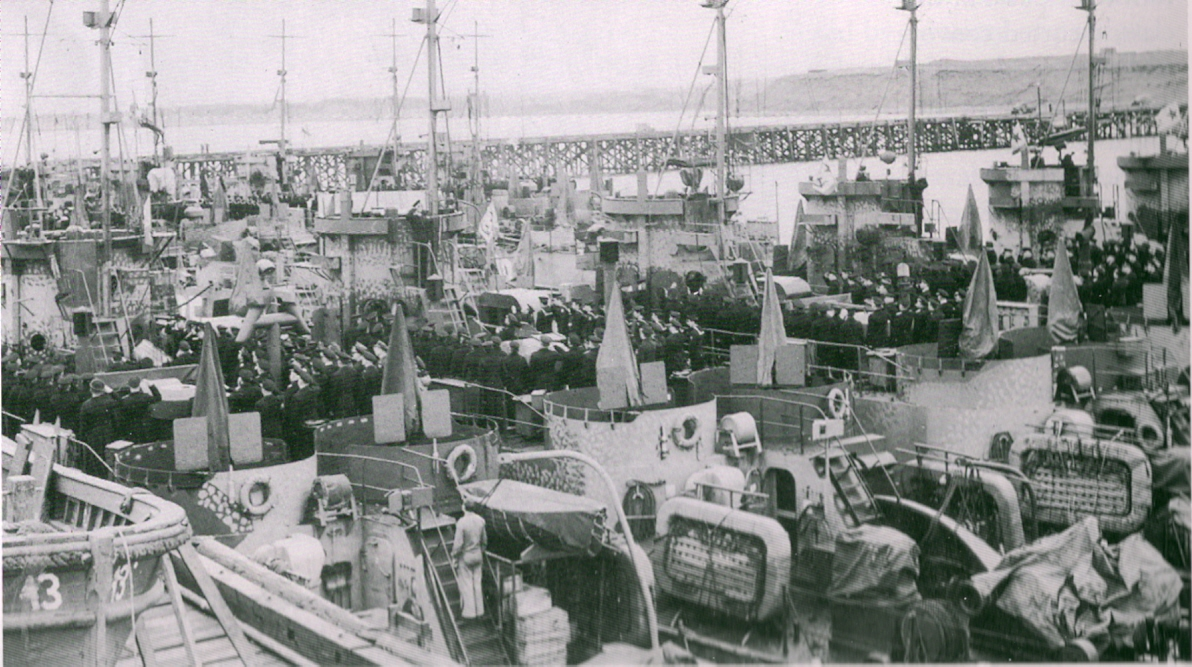
Церемония подъёма советского военно-морского флага на переданных десантных кораблях типа LCI(L). 9 июня 1945 года (Колд-Бей, Аляска)

Поставки кораблей и оборудования для Военно-морского флота СССР в годы Второй мировой войны являлись частью программы помощи СССР в рамках американской программы ленд-лиза. К поставкам по принципам ленд-лиза также присоединился другой основной союзник по антигитлеровской коалиции — Великобритания со своими доминионами, в первую очередь — Канадой. 1 октября 1941 года в Москве был подписан трёхсторонний договор, в обсуждении которого участвовал в составе советской делегации и нарком ВМФ Н. Г. Кузнецов. Объёмы и сроки поставок оговаривались ежегодными протоколами о военных поставках. Ситуация в ВМФ СССР была осложнена потерей в начале войны основных предприятий судостроительной промышленности в Николаеве, Херсоне, а также блокадой Ленинграда и поставки по ленд-лизу стали единственным источником пополнения морских надводных кораблей. В составе флота не хватало эскортных судов, которые бы обеспечивали защиту и проводку конвоев с помощью от союзников, тральщиков, а на завершающем этапе войны — десантных кораблей.
По программе ленд-лиза в СССР были поставлены большие и малые охотники за подводными лодками, сторожевые корабли, тральщики, торпедные катера, суда для перевозки морских десантов. Помимо боевых кораблей Советскому Союзу также были переданы морские буксиры, танкеры, 2 грузовых судна типа «Либерти». Суда для СССР были построены на верфях США, Великобритании, Канады. Огромное значение имело то, что поставленные суда, в частности тральщики, имели вооружение и оборудование, превосходившее по характеристикам отечественные образцы или отсутствовавшее на тот момент в СССР. Всего союзниками был передан 541 корабль, что, по приблизительной оценке, составило две трети по отношению к довоенному количественному составу ВМФ СССР (после начала войны в состав флота было включено около полутора тысяч гражданских судов). Кроме поставок по программе ленд-лиза СССР также достались 1 линкор, 1 лёгкий крейсер, 9 эскадренных миноносцев и 4 подводные лодки в счёт будущих репараций Италии.
В состав поставок для ВМФ СССР также включались самолёты для авиационных частей флота, минно-торпедное, противолодочное и противоминное вооружение, радиолокационное оборудование и средства связи, образцы артиллерии и пулемётов, двигатели, вещевое имущество и продовольствие, а также топливо.
Поставки малых кораблей, не способных прибыть в СССР собственным ходом, велись северными конвоями через порты Архангельска и Мурманска, а также — из США через Тихий океан в дальневосточные порты. Крупные корабли приходили в составе союзнических конвоев в советские северные порты, на Тихом океане — в Петропавловск-на-Камчатке, подавляющее количество кораблей осталось в составе советских Северного и Тихоокеанского флотов, часть судов малого класса были доставлены на Чёрное море и Балтику внутренними коммуникациями.

## Поставки кораблей и судов
| Класс кораблей                         | Изображение | Краткое описание | 1942 | 1943 | 1944 | 1945 | Всего |
| -------------------------------------- | ----------- | --- | ---- | ---- | ---- | ---- | ----- |
| Сторожевые корабли                     |             | Из 28 поставленных на Тихоокеанский флот эскортных кораблей типа «Такома», получивших обозначение ЭК-5, 10 кораблей успели принять участие в боевых действиях с Японией — участвовали в сопровождении конвоев к Курильским островам и высадке десантов. | 0    | 0    | 0    | 28   | 28    |
| Большие охотники за подводными лодками |             | Водоизмещение 126,4 тонн, максимальная скорость 12 узлов. Противолодочные корабли типа SC строились в США, имели деревянный корпус, на вооружении — гидролокационные и радилокационные средства обнаружения подводных лодок, 10 бомбосбрасывателей и 4 бомбомёта. Корабли были также вооружены одной 40-мм и тремя 20-мм пушками, крупнокалиберными пулемётами.                                                                                                 | 0    | 9    | 24   | 45   | 78    |
| Малые охотники за подводными лодками   |             | Водоизмещение 27,2 тонн, максимальная скорость 25 узлов. Деревянные катера строились в Майами в США и изначально предназначались для поиска и спасения экипажей самолётов и затонувших судов в прибрежных водах. В СССР поставлялись модификации, вооружённые глубинными бомбами, 20-мм орудием и крупнокалиберными пулемётами.. | 0    | 0    | 56   | 4    | 60    |
| Тральщики                              |             | В СССР поставлялись британские тральщики типа TAM водоизмещением 500—540 тонн и типа MMC водоизмещением 260 тонн. США поставляли тральщики типа AM водоизмещением 940 тонн и типа YMC водоизмещением 345 тонн. Все тральщики имели на вооружении современные электромагнитные и гидроакустические тралы, а также средства гидро- и радиолокации. | 10   | 9    | 3    | 70   | 92    |
| Десантные суда                         |             | В СССР были поставлены 30 десантных судов типа LCI(L) (380 тонн), 13 — типа LCT (284 тонны), 6 — типа LCM (52 тонны). | 0    | 0    | 0    | 49   | 49    |
| Торпедные катера                       |             | В СССР поставлялись из США три типа торпедных катеров — A-1 «Vosper» (43-45 т), A-2 «Higgis» (49-55 т), A-3 «Elco» (51,1 т). Все три типа были вооружены двумя 533,4-мм торпедными аппаратами, максимальная скорость — около 40 узлов. После 1944 года на катера, поставляемые в СССР, стали устанавливать радиолокационные станции, что позволяло вести поиск и атаковать в условиях полярных ночей всплывшие для подзарядки батарей немецкие подводные лодки. | 0    | 14   | 66   | 122  | 202   |

## Поставки вооружения, комплектующих и материалов
Помимо поставки собственно кораблей, для ВМФ СССР большую роль играли поставки по ленд-лизу отдельных видов вооружения, техники, горючего, продовольствия.

### Двигатели
В связи с потерей многих основных двигательных предприятий, ВМФ СССР испытывал острую нехватку моторов для производства малых морских судов и катеров для речных флотилий. С 1942 года основным источником двигателей для вновь строящихся или ремонтных катеров, малых охотников и тральщиков стали двигатели, поступавшие по программе ленд-лиза. СССР в своих заказах делал упор на поставку дизелей, но в США просто не существовало на начало войны достаточного их производства. Взамен были предложены используемые союзниками судовые двигатели на основе авиационных моторов. Они требовали высокооктановый бензин, качественное моторное масло, а также выдвигали общие высокие требования к их эксплуатации и обслуживанию. В условиях войны и низкого технического уровня технического состава ВМФ СССР нарушения в условиях эксплуатации, некачественное техобслуживание и применение нештатных топлива и масла приводило к авариям, раннему выходу из строя, разрушению дорогостоящих узлов и комплектующих, в первую очередь — подшипников.
После 1943 года союзники смогли поставлять всё большее количество дизельных двигателей, что позволило укомплектовать на завершающем этапе войны новыми отечественными катерами Балтийский и Черноморский флоты, а также Волжскую, Днепровскую, Дунайскую и Амурскую флотилии. Попытка Наркомата внешней торговли в 1945 году сократить заказ двигателей для ВМФ вызвал резкие возражения наркома Кузнецова: «Отказ… дозаказать в США по 4-му протоколу 650 моторов „Паккард“ мощностью 1200 л. с. и 390 дизель-генераторов поставил под угрозу выполнение постройки в 1945 году торпедных катеров, малых и больших охотников за ПЛ и тральщиков, а также замену изношенного оборудования… Прошу дать указание… по заказу в США 2000 моторов „Паккард“ и 920 дизель-генераторов». Общее число поставленных двигателей указано в таблице:
| Двигатель и компания-производитель    | Мощность   | Поставлено по ленд-лизу | Установлены на кораблях к маю 1945 |
| ------------------------------------- | ---------- | ----------------------- | ---------------------------------- |
| Двигатель бензиновый «Паккард»        | 1200 л. с. | 1500                    | 990                                |
| Двигатель бензиновый «Холл-Скотт»     | 900 л. с.  | 174                     | 140                                |
| Двигатель бензиновый «Кермач»         | 85 л. с.   | 375                     | 370                                |
| Дизельный двигатель «Дженерал Моторс» | 1200 л. с. | 180                     | 54                                 |
| Дизельный двигатель «Дженерал Моторс» | 1800 л. с. | 24                      | 0                                  |
| Дизельный двигатель «Дженерал Моторс» | 500 л. с.  | 125                     | 4                                  |
| Дизельный двигатель «Камминс»         | 150 л. с.  | 146                     | 86                                 |
| Дизельный двигатель «Лаример»         | 170 л. с.  | 119                     | 79                                 |
| Дизельный двигатель «Континенталь»    | 90 л. с.   | 300                     | 152                                |
| Дизель-генератор «Барко»              | 15 кВт     | 178                     | 150                                |
| Дизель-генератор «Дженерал Моторс»    | 25 кВт     | 142                     | 36                                 |

### Артиллерия и пулемёты
С началом войны одним из главных предметов переговоров с представителями США стала скорейшая поставка зенитных автоматических пушек. ВМФ СССР испытывал нужду в средствах ПВО не меньше, чем остальные вооружённые силы. Особое значение получение средств ПВО начало играть с началом массовых поставок по ленд-лизу через северные порты. Артиллерийскими и пулемётными зенитными установками комплектовались корабли и суда ВМФ, вспомогательные суда и транспорты, береговые подразделения:
| Тип вооружения                                          | Заказано по ленд-лизу | Поступило в СССР |
| ------------------------------------------------------- | --------------------- | ---------------- |
| 127-мм артиллерийская установка (США)                   | 150                   | 147              |
| 76-мм артиллерийская установка (3"/50 Mark 22) (США)    | 150                   | 147              |
| 76-мм артиллерийская установка (Великобритания)         | 0                     | 20               |
| 100-мм артиллерийская установка (Великобритания)        | 0                     | 20               |
| 20-мм автоматическая пушка «Эрликон» (США)              | 2000                  | 1998             |
| 12,7-мм пулемёт «Кольт-Браунинг» (США)                  | 1800                  | 1365             |
| 12,7-мм пулемётная установка «Виккерс» (Великобритания) | 150                   | 147              |

### Противоминное и противолодочное вооружение
ВМФ СССР с началом войны испытывал острую нехватку современного трального вооружения, прежде всего — неконтактных электромагнитных и акустических тралов. К тому же, советская промышленность не могла освоить выпуск плавающего кабеля, необходимого для производства таких тралов, в результате советское траловое вооружение использовало различные плотики, плашкоуты и просто подручные материалы (связки брёвен), что делало отечественные тралы тяжёлыми, неудобными в эксплуатации, а малая скорость судов-носителей таких тралов снижало их живучесть. Поставки с 1942 года тральщиков в северные советские порты одновременно привело к появлению в составе флота современных тралов. Освоив их применение на ленд-лизовских кораблях, ВМФ заказал дополнительно 74 комплекта электромагнитных тралов (поставлено 47) и 100 комплектов акустических тралов (поставлено 84). Кроме того, были заказаны специализированные тралы для траления в портах (60 комплектов), для вооружения речных флотилий (10 комплектов), контактные механические тралы (3 комплекта), а также 163 комплекта специализированных караван-охранителей. На вооружении поставленных в СССР тральщиков типа AM имелись 24-ствольные бомбомёты и ВМФ дополнительно заказал 20 тысяч глубинных бомб для них. Кроме этого, были получены 2500 малых и 4493 больших глубинных бомб других типов.

### Гидроакустическое и радиолокационное оборудование
С началом поставок грузов по программе ленд-лиза перед советским Северным флотом возникла проблема отсутствия достаточного количества и низкого качества отечественных средств обнаружения немецких подводных лодок. Для установки на корабли и подводные лодки в Великобритании были заказаны гидролокаторы различных моделей: «Асдик-134» для установки на катерах и охотниках за ПЛ, «Асдик-129» — на подводных лодках, «Асдик-128» и «Асдик-144» — на эсминцах, «Асдик-131» — для береговых станций. На 1 июля 1944 года было получено 105 комплектов гидролокаторов. Американские гидролокаторы поступали только в составе поставленных кораблей. Использование чувствительных английских гидролокаторов на подводных лодках помогало обнаруживать немецкие минные заграждения, поэтому командование Северного флота организовало в районе Териберской губы специальный полигон для обучения экипажей вновь оборудованных гидролокаторами лодок поиску и уклонению от мин.
Северный флот стал также первым получившим современные радиолокационные станции. Советская промышленность поставила первые образцы отечественных локаторов лишь в 1944 году, из общего числа полученных флотом за годы войны 1518 комплектов радиолокационной аппаратуры на долю импортных приходилось более 800. Впрочем, английские радиолокаторы также начали поступать на вооружение лишь с 1943 года, а американские — с 1944 года. Часть из учтенных комплектов являлись штатным оборудованием поставленных кораблей. Среди поставленных комплектов большая часть была предназначена для вооружения кораблей, 38 — береговых установок, 149 — для установки на самолётах. Впрочем, союзники не всегда были готовы делиться последними образцами радиолокационных приборов, так американцы сняли перед отправкой в СССР радиолокационные дальномеры на поставленных эсминцах. Тем не менее, в результате поставок по ленд-лизу ВМФ СССР получил качественный рывок в способности «видеть и слышать» противника.

### Средства связи, навигации и другое имущество
В составе поставок по ленд-лизу на вооружение ВМФ СССР поступило около 3 тысяч радиостанций различных типов — для установки на судах, самолётах и стационарных береговых. В дополнение к радиооборудованию были поставлены 43 радиопеленгатора, 52 радиоальтиметра, 200 телефонных коммутаторов. Для оборудования гидрографических судов флота были заказаны 20 эхолотов и 13 лагов. Для обеспечения ремонтных баз флота союзники поставили 182 компрессора, 45 сварочных агрегатов, комплекты аккумуляторных батарей на 82 подводные лодки. В связи с потерей основных довоенных судостроительных производств была утеряна возможность изготовления гребных винтов в необходимом количестве и качестве — по ленд-лизу поступили 20 винтов для эсминцев, 30 — для подводных лодок, 250 — для малых охотников за ПЛ, 180 — для торпедных катеров. Для нужд ремонтных баз поставлялись также листовой металл, трубы для котельных установок и другие конструкционные материалы.
Из всего объёма горюче-смазочных материалов, поставленных союзниками в годы войны, на нужды ВМФ было направлено около 50 тысяч тонн изооктана и 40 тысяч тонн высокооктанового авиационного бензина Б-100. Импортные сорта топлива шли для смешения с отечественными низкооктановыми марками топлива либо для заправки ленд-лизовской авиатехники. Импортное продовольствие составляло примерно четверть пайка военнослужащих ВМФ, по жирам доля поставок по ленд-лизу превышала 40 %, по сахару — почти 60 %.

## Поставки самолётов для авиации ВМФ
По ряду причин именно ВМФ СССР стал первым получателем авиационной техники, поставленной союзниками. Уже в сентябре 1941 года первые лётчики Северного Флота начали освоение английских «Харрикейнов». Первые самолёты этой марки прибыли в СССР в составе специально сформированного 151-го крыла под командованием подполковника Х. Ишервуда. Первыми советскими лётчиками, начавшими осваивать английские самолёты стали командующий ВВС Северного флота генерал-майор А. Кузнецов и командир эскадрильи капитан Б. Сафонов. Английские лётчики покинули базу на аэродроме Ваенга в ноябре 1941 года и самолёты перешли в распоряжение Северного флота. Всего ВМФ получил 11,4 % от всего числа поступивших в СССР ленд-лизовских самолётов, но понятно, что часть из всей импортной авиатехники предназначалась только для флота — как гидросамолёты «Каталина» или самолёты А-20 «Бостон», оборудованные в качестве торпедоносцев. Авиация флота получила также примерно 16 % от всех поставленных в СССР истребителей. Всего доля ленд-лизовких поставок составила более трети от общего числа самолётов, полученных ВМФ СССР в годы войны.
| Обозначение                     | Изображение | Краткое описание | Производитель                     | Поступило на вооружение ВМФ, шт. |             |             |
| Истребители                     | Истребители | Истребители | Истребители                       | Истребители                      | Истребители | Истребители |
| ------------------------------- | ----------- | --- | --------------------------------- | -------------------------------- | ----------- | ----------- |
| P-40                            |             | . | Curtiss-Wright                    | 311                              |             |             |
| P-39 Airacobra и P-63 Kingcobra |             | P-39 («Аэрокобра») — самый массовый из всех типов самолётов, поставленных в СССР по ленд-лизу. | Bell Aircraft                     | 691                              |             |             |
| Hawker Hurricane                |             | Первые 39 истребителей «Харрикейн» прибыли в октябре 1941 года для прикрытия морских конвоев за Полярным кругом. «Харрикейны» активно использовались в составе ВВС Северного флота, где они привлекались к штурмовкам немецких аэродромов и небольших кораблей на морских коммуникациях. После окончания войны британские самолёты сняли с вооружения в марте 1946, но часть «Харрикейнов» вплоть до 1950 года использовались в качестве метеоразведчиков. | Hawker Aircraft                   | 248                              |             |             |
| Supermarine Spitfire            |             | Первые 7 самолётов-фоторазведчиков «Спитфайр» прибыли на Кольский полуостров в 1942—1943 годах с английскими пилотами и были переданы советской стороне по окончании миссий. | Supermarine                       | 26                               |             |             |
| P-47 Thunderbolt                |             | P-47 поступил на вооружение 255-го иап ВВС Северного флота. В боях «Тандерболт» практически не участвовал и к середине 1946 года был снят с вооружения ВВС. | Republic Aviation                 | 72                               |             |             |
| Бомбардировщики                 |             | |                                   |                                  |             |             |
| Hampden                         |             | Торпедоносцы «Хэмпден» были отправлены в СССР в сентябре 1942 года в составе британской авиагруппы: из 35 «Хэмпденов», вылетевших с Шетландских островов, добрались невредимыми только 23 (часть разбилась над территорией Финляндии и Швеции, часть — сбита немецкими истребителями и средствами ПВО, причём один был сбит над устьем Колы советскими зенитчиками, а ещё три было потеряно в результате жёсткой вынужденной посадки на советской территории). После проводки конвоя PQ-18 торпедоносцы были переданы советской стороне. Английские торпедоносцы поступили в состав 3-й эскадрильи вновь сформированного 24-го минно-торпедного авиаполка Северного флота. В боевых действиях они участвовали также в качестве ночных бомбардировщиков. В декабре 1942 года советские «Хэмпдены» открыли счёт боевым успехам — были потоплены несколько немецких транспортов, но при этом полк нёс потери — 1 февраля в строю оставалось лишь 11 британских самолётов. В одном из боёв самолёт капитана Баштыркова был повреждён огнём корабельной ПВО, но не свернул с боевого курса до сброса торпеды, после чего был сбит шквальным огнём немецких зенитчиков. Командир экипажа Баштырков и штурман Гаврилов были посмертно удостоены звания Героев Советского Союза. 25 апреля 1943 года подвиг товарищей повторил экипаж капитана Киселёва, помимо командира звание Героя Советского Союза было посмертно присвоено штурману Покало. К середине июля в строю остался лишь один «Хэмпден», а полк начал перевооружение на американские торпедоносцы A-20G. | Handley Page                      | 23                               |             |             |
| Albemarle                       |             | | Armstrong Whitworth               | 7                                |             |             |
| A-20 Havoc/DB-7 Boston          |             | Дуглас А-20 (он же «Бостон», «Хэвок»). | Douglas Aircraft                  | 627                              |             |             |
| B-25 Mitchell                   |             | | North American Aviation           | 8                                |             |             |
| Другие типы самолётов           |             | |                                   |                                  |             |             |
| Douglas C-47                    |             | Поставки военного варианта самолёта DC-3 — С-47 «Скайтрейн» начались в октябре 1942 года по Алсибу. | Douglas Aircraft                  | 10                               |             |             |
| PBY Catalina                    |             | Первые 25 самолётов PBN-1 «Номад» (которые по привычке именовали «Каталинами») доставлялись в два этапа через Великобританию в июне 1944 года, следующие партии шли на Тихоокеанский флот через Аляску и на Черноморский и Балтийский флоты — через Иран. Ни одна из летающих лодок не была возвращена США по окончании войны. | Consolidated Aircraft Corporation | 185                              |             |             |